# Partido Amplio de Izquierda Socialista
El Partido Amplio de Izquierda Socialista (PAIS) fue un partido político chileno de izquierda que funcionó entre noviembre de 1988 y marzo de 1990. Su creación, definida públicamente como instrumental, fue para inscribir candidatos de los partidos Comunista (que en ese momento no podía inscribirse), Izquierda Cristiana, MAPU, MIR (Facción Política) y PS-Almeyda, todos antiguos integrantes de la Izquierda Unida.
El presidente del PAIS fue Luis Maira y su directiva a nivel nacional, regional y comunal se dividía proporcionalmente entre los partidos integrantes que seguían funcionando como organizaciones independientes.

## Historia
El partido fue declarado como "partido en formación" por el Servicio Electoral de Chile el 17 de diciembre de 1988, siendo inscrito oficialmente como partido político legal el 15 de abril de 1989.
Para las elecciones parlamentarias de 1989 formó la coalición electoral Unidad para la Democracia junto con el Partido Radical Socialista Democrático (PRSD) y habiendo llegado a un acuerdo con la Concertación en cuanto a complementar o no presentar candidaturas fuertes. En la elección obtuvo dos diputados, Juan Pablo Letelier en el distrito 33, y Juan Martínez Sepúlveda en el distrito 45.
Una vez producida la reunificación de los socialistas y la incorporación de integrantes de la IC, el MAPU y la facción política del MIR al PS, el PAIS perdió su razón de ser y fue disuelto el 21 de marzo de 1990, siendo eliminado del Registro de Partidos Políticos del Servicio Electoral el 9 de mayo. Al mismo tiempo, el Partido Comunista volvió a funcionar tras años de estar proscrito.

## Directiva
La directiva del PAIS, al momento de su fundación, se encontraba compuesta por:
- Presidente: Luis Maira Aguirre
- Vicepresidentes: Francisco Simón Rivas Larraín, Manuel Riesco Larraín, Humberto Martones Morales
- Secretario general: Ricardo Solari Saavedra
- Tesorera: Ángela Jeria Gómez
- Director: Humberto Díaz Casanueva
- Tribunal Supremo: Jaime Tohá González (presidente), Fabiola Letelier del Solar (secretaria), Rafael Gumucio Rivas y Ricardo Serrano Gómez (Vocales)

## Resultados electorales

### Elecciones parlamentarias
|  | 4,38 % |

|  | 4,24 % |

- Nota: Los diputados electos se integraron posteriormente al Partido Socialista.